# Скулкина, Екатерина Анатольевна
Екатери́на Анато́льевна Ску́лкина (род. 3 июня 1976, Йошкар-Ола, Марийская АССР, СССР) — российская актриса, участница и одна из капитанов команды КВН «Четыре татарина» (2003—2006), с 2006 по 2020 гг. — участница женского юмористического телешоу «Comedy Woman». В 2013 году вместе с Дмитрием Харатьяном была соведущей программы «Самый лучший муж» на Первом канале, а также одной из ведущих проекта «Женский клуб», который шёл на ТНТ очень недолгое время. Также в 2023 году была ведущей одного выпуска лотерейного шоу «Мечталлион» на Первом канале.

## Ранние годы
Отец — военный, мать — филолог, преподаватель русского языка и литературы. В детстве Скулкина была очень увлекающимся и активным ребёнком, посещала множество различных кружков и секций, участвовала в самодеятельности. Устраивала собственные спектакли для родных и близких людей.
В 1983—1993 годах обучалась в МОУ «Лицей № 11 им. Т. И. Александровой», в гуманитарном классе. Занималась общественной работой, участвовала в организации и проведении школьных концертов и праздников. В 1993 году поступила в Йошкар-Олинское медицинское училище на отделение «Лечебное дело», после окончания которого в 1996 году устроилась на работу операционной медсестрой.
В 1997 году переехала в город Казань, где поступила в Казанский государственный медицинский университет на стоматологический факультет, который окончила в 2002 году. В 2002—2003 годах училась в интернатуре кафедры терапевтической стоматологии. В 2003—2005 годах обучалась в ординатуре по специальности «Ортопедическая стоматология».
В 1999 году, обучаясь на 2 курсе КГМУ, начала играть в республиканской лиге КВН за сборную своего университета.

## КВН
В 2003 году стала участницей и одним из капитанов второго, обновлённого состава команды КВН «Четыре татарина» (г. Казань). В этом же году команда стала чемпионом Первой лиги КВН, проходившей в Казани. Тогда же второй состав команды повторил успех первого и взял «Большого КиВиНа в Золотом» в Юрмале. В 2004 году «Четыре татарина» играли в Высшей лиге, где дошли до полуфинала. В 2005 году команда вновь играла сезон в Высшей лиге, где в финале заняла второе место, уступив «Мегаполису» (Москва) и «Нартам из Абхазии» (Сухум). В 2006 году на 45-летнем юбилее КВН второй состав команды «Четыре татарина» вновь собрался на одной сцене. В 2011 году команда приняла участие в летнем музыкальном фестивале «Голосящий КиВиН» в Юрмале и получила «Большой КиВиН» в тёмном.
В 2011 году Скулкина играла за «Сборную XX века».

## Comedy Woman
С 2006 года Скулкина стала участницей клубного юмористического проекта «Made in Woman». С 2008 года проект начал выходить на ТНТ, а позднее сменил название на «Comedy Woman».

## Театр
В 2010 году Скулкина начала свою деятельность на театральной сцене. Премьера спектакля «Счастливый номер» состоялась осенью 2010 года. Скулкина играла Валентину Захаровну — мать главного героя Игоря (Гавриил Гордеев). В 2011 году постановка была переименована в «Подыскиваю жену. Недорого!».

## Личная жизнь
Разведена. Сын Олег (род. 2008).

## Фильмография
| Год  |    | Название                 | Роль                              |
| ---- | -- | ------------------------ | --------------------------------- |
| 2012 | мс | Алиса знает, что делать! | госпожа Марина (озвучка, 6 серия) |
| 2013 | ф  | Что творят мужчины!      | проститутка                       |
| 2014 | с  | Дружба народов           | Лена                              |
| 2016 | ф  | Всё о мужчинах           | жена Максимыча                    |
| 2017 | ф  | Zомбоящик                | аптекарша / мама Пети             |
| 2019 | ф  | Бихэппи                  | звезда                            |
| 2022 | ф  | СамоИрония судьбы        | ведущая концерта                  |

## Награды
- Медаль «100 лет образования Татарской Автономной Советской Социалистической Республики» (7 ноября 2024 года) — за заслуги в профессиональной и общественной деятельности[10]